# Pellegrino Spaggiari
Pour les articles homonymes, voir Pellegrino et Spaggiari.
Pellegrino Spaggiari, dont le nom est aussi orthographié Pellegrino Spagiasi, né en 1680 à Reggio d'Émilie et mort en France en 1746, est un peintre, scénographe et décorateur italien baroque.

## Biographie
Pellegrino Spaggiari naît à Reggio d'Émilie en 1680 (ou vers 1690),. Il est le fils du peintre Giovanni Spaggiari. Il apprend les rudiments de l'art de son père, puis devient élève de Francesco Galli da Bibiena. Il a travaillé dans des bâtiments religieux, comme en témoigne  une peinture dans l'autel supérieur de l'église San Domenico (it) de Reggio. Spaggiari était aussi actif en tant que scénographe et a notamment été actif au Teatro municipale de Reggio d'Émilie, avant d'être à Milan en 1728.
Il meurt en France vers 1746 ou en 1750,,. Une voie du quartier Buco del Signore (it) de Reggio d'Émilie porte son nom.

## Œuvres
- Atrio del Tempio di Bacco, aquarelle, 29,5 × 40 cm, 1733, Musée civique de Reggio d'Émilie[6].